# Sajóörös
Sajóörös (ungerska: S.örös) är en ort i Ungern.   Den ligger i provinsen Borsod-Abaúj-Zemplén, i den nordöstra delen av landet, 160 km öster om huvudstaden Budapest. Sajóörös ligger 94 meter över havet och antalet invånare är 1 180.
Terrängen runt Sajóörös är mycket platt. Runt Sajóörös är det tätbefolkat, med 286 invånare per kvadratkilometer. Närmaste större samhälle är Tiszaújváros, 4,2 km öster om Sajóörös. Trakten runt Sajóörös består till största delen av jordbruksmark.